# Sociedade Esportiva Matsubara
Maillots
Le Sociedade Esportiva Matsubara, ou plus simplement appelé Matsubara, est un club brésilien de football fondé le 18 décembre 1974, et basé dans la ville de Cambará, dans l'État du Paraná.
Le club a été fondé par un Brésilien d'origine japonaise, Sueo Matsubara (il remplace alors un autre club, le Cambaraense).

## Histoire
En 1976, Matsubara a été vice-champion du Paranaense.
En 1992, Matsubara a terminé à la troisième position championnat de Série C brésilienne, étant éliminé par Fluminense de Feira.
En 1995, le club est brièvement relocalisé dans la ville de Londrina, avant de retourner à Cambará peu de temps après.
En 2004, lors d'une tournée au Viêt Nam, le club est demi-finaliste de la BTV Laser Cup, avec notamment Edmar Figueira dans ses rangs.
En 2007, Matsubara remporte finalement la BTV Laser Cup lors de sa seconde participation, avant de finir à la troisième place en 2008, et d'être finaliste en 2010.

## Palmarès
| Compétitions officielles                                                                           | Compétitions non-officielles |
| -------------------------------------------------------------------------------------------------- | --- |
| - Championnat du Paraná : - Vice-champion : 1976. - Championnat du Brésil D3 : - Troisième : 1992. | - Tournoi d'intégration au football professionnel (1) - Vainqueur : 1989. - Coupe Santiago (1) - Vainqueur : 1991. - BTV Laser Cup (1) - Vainqueur : 2007. - Finaliste : 2010. |

## Anciens joueurs
| - Ademir - Edmílson - Edmar Figueira - Kazuyoshi Miura - Luis Jefferson Escher |  | - Neto - Nilmar - Përicles - Sidiclei |